# Цвеће (алманах)
Цвеће (алманах) је издато у две свеске, 1829. године у Пешти.

## Издавач
Издавач Цвећа је Георгије Лазаревић (1808-1872?). Посвећено је Јеврему Обреновићу, брату кнеза Милоша.

## О зборнику
Цвеће носи пун назив: Цвеће. Сочињенија и преводи за поученије, увесељеније и забаву. (Cveće : sočinenīi︠a︡ i prevodi za poučenīe, uveselenīe i zabavu: Die Blumen, sv. 1-2.)
Алманах нема календарски део. Штампан је у две свеске 1829. године.

### Сарадници
Једини писац чије је име потписано испод објављених прилога је Доситеј Обрадовић. Остали чланци су објављени само са иницијалнима или анонимно.